# Seznam slovaških smučarjev
Seznam slovaških smučarjev.

## B
- Jaroslav Babusiak
- Martin Bendík

## F
- Matej Falat

## G
- Jana Gantnerová-Šoltýsová

## H
- Petra Hromcová
- Martin Hyška

## J
- Peter Jurko

## K
- Barbara Kantorová

## L
- Barbora Lukáčová

## M
- Lucia Medzihradská
- Ľudmila Milanová

## S
- Kristina Saalová
- Jana Skvarková

## V
- Petra Vlhová

## Z
- Veronika Zuzulová

## Ž
- Adam Žampa
- Andreas Žampa